# 6 kwietnia
6 kwietnia jest 96. (w latach przestępnych 97.) dniem w kalendarzu gregoriańskim. Do końca roku pozostaje 269 dni.

## Święta
- Imieniny obchodzą: Ada, Adam, Celestyna, Diogenes, Filaret, Ireneusz, Izolda, Katarzyna, Marcelin, Michał, Notger, Notker, Piotra, Platonida, Prudencjusz, Sieciesława, Świętobor, Tymoteusz, Wilhelm, Zachary, Zachariasz i Zefiryn.
- Międzynarodowe – Międzynarodowy Dzień Sportu dla Rozwoju i Pokoju (ustanowione przez Organizację Narodów Zjednoczonych w 2013 roku; rezolucja A/RES/67/296)[1]
- Rwanda – Dzień Upamiętnienia Ludobójstwa
- Sudan – Dzień Powstania
- Wspomnienia i święta w Kościele katolickim obchodzą[2][3]:
  - bł. Michał Rua (generał zakonu)
  - św. Notker (Balbulus)
  - bł. Pierina (Piotra) Morosini
  - św. Prudencjusz z Troyes (biskup)
  - św. Wilhelm z Paryża (opat)

## Wydarzenia w Polsce
- 1091 – Pod Drzycimiem została stoczona bitwa między wojskami księcia Polski Władysława I Hermana a Pomorzanami (prawdopodobnie dowodzonymi przez księcia Świętobora). Opisana przez Galla Anonima jako zwycięstwo wojsk polskich, najprawdopodobniej zakończyła się ich porażką.
- 1411 – Delegacja gdańszczan zaproszona na rokowania z krzyżakami została podstępnie uwięziona, a trzech z nich zamordowano – burmistrzów Konrada Leczkowa i Arnolda Hechta oraz rajcę Bartłomieja Grossa.
- 1617 – II wojna polsko-rosyjska: początek wyprawy wojsk królewicza Władysława Wazy na Moskwę (pod dowództwem hetmana Jana Karola Chodkiewicza).
- 1646 – Poświęcono kościół Świętej Trójcy w Kielcach.
- 1654 – Król Jan II Kazimierz Waza podpisał dekret nakazujący wygnanie z Rzeczypospolitej wszystkich cudzoziemców-innowierców.
- 1656 – Potop szwedzki: zwycięstwo wojsk polskich w bitwie pod Kozienicami.
- 1769 – Konfederaci barscy stoczyli bitwę z Rosjanami pod Rogami i Miejscem koło Krosna, w czasie której został ranny gen. Kazimierz Pułaski.
- 1794 – Insurekcja kościuszkowska: gen. Tadeusz Kościuszko założył w Bosutowie pod Krakowem pierwszy obóz warowny.
- 1807 – Na mocy dekretu Napoleona Bonapartego została utworzona Legia Polsko-Włoska, składająca się z powracających z Włoch oddziałów polskich, które wzmocniono rekrutami z Wielkopolski.
- 1848 – Władze austriackie przyznały pełną autonomię Uniwersytetowi Lwowskiemu i zezwoliły na prowadzenie wykładów w języku polskim.
- 1922 – Sejm Ustawodawczy przyjął ustawę O objęciu władzy państwowej nad Ziemią Wileńską; Litwa Środkowa została włączona do Polski.
- 1943 – W Kowlu na Wołyniu doszło do buntu ukraińskich policjantów, którzy zabili 18 Niemców i uwolnili osoby przetrzymywane w miejscowym więzieniu i obozie pracy przymusowej.
- 1944:
  - Co najmniej 38 Polaków zginęło w ataku przeprowadzonym przez oddział UPA na wieś Sołotwina na Podolu.
  - W nocy z 5 na 6 kwietnia oddział UPA zamordował 18 Polaków w Siemiginowie koło Stryja.
- 1945:
  - Ełk został przekazany pod administrację polską.
  - Ministerstwo Bezpieczeństwa Publicznego utworzyło Centralne Obozy Pracy.
  - Żołnierze 2. Samodzielnego Batalionu Operacyjnego KBW dokonali masakry 174 ukraińskich mieszkańców Gorajca.
- 1970 – Ukazało się pierwsze wydanie „Gazety Olsztyńskiej”.
- 1980 – Telewizja Polska wyemitowała premierowy odcinek serialu Kariera Nikodema Dyzmy w reżyserii Jana Rybkowskiego i Marka Nowickiego.
- 1981 – Premiera filmu Zamach stanu w reżyserii Ryszarda Filipskiego.
- 1984 – Zakończył się strajk szkolny w Zespole Szkół Rolniczych w Miętnem.
- 1990 – Rząd Tadeusza Mazowieckiego przeprowadził w Sejmie kontraktowym pakiet ustaw znoszących Milicję Obywatelską, a powołujących w zamian Policję oraz tworzących Urząd Ochrony Państwa w miejsce Służby Bezpieczeństwa. Tego samego dnia Sejm przywrócił Święto Narodowe Trzeciego Maja, znosząc jednocześnie Narodowe Święto Odrodzenia Polski, które było obchodzone 22 lipca.
- 1993 – Został zarejestrowany Polski Związek Bilardowy.
- 2006:
  - Odrzucono złożony przez posłów PiS wniosek o samorozwiązanie Sejmu RP.
  - Utworzono Krakowski Szlak Techniki.
- 2009 – W katastrofie kolejowej w Białogardzie zginęła jedna osoba, a 25 zostało rannych.

## Wydarzenia na świecie

Bitwa pod Shiloh (1862) na litografii Thure de Thulstrupa

- 648 p.n.e. – Poeta Archiloch odnotował pierwsze w historii Grecji zaćmienie Słońca.
- 46 p.n.e. – W bitwie pod Tapsus wojska Gajusza Juliusza Cezara dokonały rzezi 10 tys. pompejańczyków.
- 402 – Została stoczona nierozstrzygnięta bitwa pod Pollenzo między Gotami pod wodzą Alaryka a wojskami rzymskimi.
- 1199 – Jan bez Ziemi został królem Anglii.
- 1204 – IV wyprawa krzyżowa: wskutek zatargu z cesarzem bizantyjskim Aleksym V Murzuflosem krzyżowcy rozpoczęli oblężenie Konstantynopola, który upadł 13 kwietnia.
- 1250 – VI wyprawa krzyżowa: porażka krzyżowców w bitwie pod Fariskur.
- 1291 – Wojska Mameluków rozpoczęły oblężenie Akki, stolicy Królestwa Jerozolimskiego.
- 1301 – Mongołowie za znaczny okup przerwali oblężenie Myinsaing w środkowej Birmie.
- 1320 – W Arbroath została ogłoszona deklaracja niepodległości Szkocji.
- 1326 – Turcy zdobyli Bursę, która stała się pierwszą stolicą Imperium Osmańskiego.
- 1327 – Włoski poeta Francesco Petrarca miał w kościele w Awinionie po raz pierwszy ujrzeć Laurę, której poświęcił później 366 utworów poetyckich.
- 1362 – Wojna stuletnia: zwycięstwo wojsk angielskich nad francuskimi w bitwie pod Brignais.
- 1384 – Wojska portugalskie pokonały kastylijskich najeźdźców w bitwie pod Atoleiros.
- 1385 – Jan I Dobry został królem Portugalii.
- 1580 – Miało miejsce trzęsienie ziemi o sile 5,7-5,8 stopnia w skali Richtera z epicentrum pod dnem kanału La Manche, jedno z największych w historii Anglii, północnej Francji i Flandrii.
- 1620 – Papież Paweł V erygował diecezję Buenos Aires.
- 1624 – Emilio Bonaventura Altieri (późniejszy papież Klemens X) przyjął święcenia kapłańskie.
- 1631 – We Włoszech zakończyła się wojna o sukcesję mantuańską.
- 1652 – 5 holenderskich statków pod dowództwem Jana van Riebeecka dotarło do terenów dzisiejszego Kapsztadu.
- 1661 – Portugalskie władze kolonialne zdławiły bunt producentów alkoholu w brazylijskim stanie Rio de Janeiro.
- 1667 – Dubrownik został zniszczony przez trzęsienie ziemi.
- 1722 – Tapiawa (obecnie Gwardiejsk w obwodzie królewieckim) uzyskała prawa miejskie.
- 1723 – W Paryżu odbyła się premiera komedii Podwójna niestałość Pierre’a de Marivaux.
- 1748 – Rozpoczęły się prace wykopaliskowe w Pompejach.
- 1782 – Rama I Wielki został koronowany na króla Tajlandii.
- 1793 – Rewolucja francuska: Konwent Narodowy powołał Komitet Ocalenia Publicznego i Komitet Bezpieczeństwa Powszechnego.
- 1808 – John Jacob Astor założył American Fur Company, zajmującą się pozyskiwaniem i handlem cennymi futrami dzikich zwierząt odławianych przez Indian i białych.
- 1812 – Wojna na Półwyspie Iberyjskim: kapitulacja francuskiego garnizonu w hiszpańskim mieście Badajoz przed wojskami brytyjsko-portugalskimi.
- 1814 – VI koalicja antyfrancuska: pierwsza abdykacja cesarza Napoleona I Bonapartego na rzecz swego syna, króla Rzymu Napoleona II. W odpowiedzi koalicja zażądała abdykacji bezwarunkowej, do której doszło 11 kwietnia.
- 1830 – Założono Kościół Jezusa Chrystusa Świętych w Dniach Ostatnich (mormonów).
- 1849 – Powstanie węgierskie: zwycięstwo wojsk węgiersko-polskich nad austriackimi w bitwie pod Isaszeg.
- 1850 – Ukazało się pierwsze wydanie czasopisma włoskich jezuitów „La Civiltà Cattolica”.
- 1853 – Francuski astronom Jean Chacornac odkrył planetoidę (25) Phocaea.
- 1855 – Jean Chacornac odkrył planetoidę (34) Circe.
- 1861 – Utworzono Sułtanat Zanzibaru.
- 1862 – Wojna secesyjna: rozpoczęła się bitwa pod Shiloh.
- 1865 – Założono niemiecki koncern chemiczny BASF.
- 1885:
  - Manuel Bercián został prezydentem Gwatemali.
  - Henri Brisson został premierem Francji.
- 1886 – Vancouver otrzymało prawa miejskie.
- 1896 – W Atenach rozpoczęły się pierwsze nowożytne Igrzyska Olimpijskie. Pierwszym mistrzem olimpijskim został amerykański trójskoczek James Connolly.
- 1899 – W Moskwie wyjechały na trasę pierwsze tramwaje elektryczne.
- 1901 – W niemieckiej Jenie wyjechały na trasę pierwsze tramwaje.
- 1905 – Niemiecki astronom Paul Götz odkrył planetoidę (563) Suleika.
- 1909 – Amerykański badacz polarny Robert Edwin Peary dotarł saniami do bieguna północnego.
- 1910 – Statek szkolny niemieckiej marynarki handlowej „Prinzess Eitel Friedrich” (późniejszy „Dar Pomorza”) wypłynął z Hamburga w swój dziewiczy rejs.
- 1917 – USA przystąpiły do I wojny światowej.
- 1920 – Bolszewicy utworzyli marionetkową Republikę Dalekiego Wschodu, odgradzającą Rosję Radziecką od okupowanych przez Japonię terenów chińskich.
- 1921 – W Calais gen. Charles de Gaulle poślubił Yvonne Vendroux.
- 1922 – Rosyjski astronom Benjamin Jekhowsky odkrył planetoidę (977) Philippa.
- 1923 – Dokonano oblotu niemieckiego samolotu wielozadaniowego Junkers A 20.
- 1924 – Reprezentacja Włoch w piłce nożnej przegrywając w Budapeszcie 1:7 z Węgrami poniosła najwyższą porażkę w swej historii.
- 1926 – W USA założono United Airlines (jako Boeing Air Transport).
- 1930:
  - Ustanowiono Order Lenina.
  - W Indiach zakończył się tzw. marsz solny, zorganizowany przez Mahatmę Gandhiego akt nieposłuszeństwa obywatelskiego.
- 1931 – Rząd Portugalii ogłosił stan wojenny na Maderze i na Azorach ze względu na próbę militarnego przewrotu w stolicy Madery Funchal.
- 1936 – Tornada zniszczyły miasta Tupelo w Missisipi i Gainesville w Georgii zabijając ponad 400 osób. Wśród ocalałych w Tupelo był roczny Elvis Presley.
- 1938 – Dokonano oblotu amerykańskiego samolotu myśliwskiego Bell P-39 Airacobra.
- 1939 – Podczas wizyty ministra spraw zagranicznych Józefa Becka w Londynie wydano komunikat o przekształceniu jednostronnych gwarancji brytyjskich dla Polski w gwarancje wzajemne.
- 1940 – Bitwa o Atlantyk: w wyniku wejścia na brytyjskie miny na Morzu Północnym zatonęły niemieckie okręty podwodne: U-1 wraz z 24-osobową załogą i U-50 wraz z 44-osobową załogą.
- 1941:
  - II wojna światowa w Afryce: wojska brytyjskie zdobyły Addis Abebę.
  - III Rzesza zaatakowała Grecję i Jugosławię.
  - W Moskwie zawarto radziecko-jugosłowiański pakt o nieagresji (antydatowany na 5 kwietnia).
- 1942 – Wojna na Pacyfiku: pierwsze oddziały amerykańskie przybyły do Australii.
- 1943 – Ukazała się powieść Mały Książę Antoine’a de Saint-Exupéry’ego.
- 1944 – Oddział Gestapo pod dowództwem Klausa Barbiego, za zgodą administracji terytorialnej rządu Vichy, dokonał zatrzymania 44 żydowskich dzieci i ich 7 opiekunów, ukrywanych w domu żydowskiego małżeństwa Zlatinów w miasteczku Izieu w departamencie Ain. Spośród 51 zatrzymanych osób końca wojny dożyła tylko jedna z opiekunek.
- 1945 – Sarajewo zostało wyzwolone spod okupacji niemieckiej.
- 1948:
  - Podpisano fińsko-radziecki układ o przyjaźni i pomocy wojskowej.
  - Premiera amerykańskiej komedii muzycznej Jankes na dworze króla Artura  w reżyserii Taya Garnetta.
- 1950 – 110 osób zginęło, a ok. 300 zostało rannych w wyniku zawalenia się mostu pod przejeżdżającym po nim pociągiem w mieście Tanguá w brazylijskim stanie Rio de Janeiro.
- 1956:
  - Premiera amerykańskiego westernu Ranczo w dolinie w reżyserii Delmera Davesa.
  - Rosyjsko-chińska wyprawa dokonała pierwszego wejścia na szczyt siedmiotysięcznika Muztagata w paśmie Pamiru.
- 1958:
  - Podczas podchodzenia do lądowania w Freeland w amerykańskim stanie Michigan rozbił się należący do Capital Airlines samolot Vickers Viscount, w wyniku czego zginęło wszystkich 47 osób na pokładzie.
  - Szach Iranu Mohammad Reza Pahlawi rozwiódł się z drugą żoną Sorajją Esfandijari Bachtijari.
- 1959:
  - Grupa secesjonistów z Afrykańskiego Kongresu Narodowego założyła Kongres Panafrykański, na czele którego stanął Robert Sobukwe.
  - Odbyła się 31. ceremonia wręczenia Oscarów.
- 1960 – Sputnik 3 spłonął w atmosferze.
- 1962 – Został wystrzelony radziecki satelita technologiczny Kosmos 2.
- 1965 – NASA wystrzeliła pierwszego satelitę telekomunikacyjnego Intelsat 1.
- 1968:
  - 41 osób zginęło, a ponad 150 zostało rannych w podwójnej eksplozji gazu ziemnego i materiałów wybuchowych w jednym z uszkodzonych budynków na przedmieściach Richmond w stanie Indiana.
  - Utwór La, la, la w wykonaniu reprezentującej Hiszpanię Massiel zwyciężył w 13. Konkursie Piosenki Eurowizji w Londynie.
- 1970 – Amerykański korespondenci wojenni Sean Flynn i Dana Stone zaginęli bez śladu w pobliżu Svay Rieng w Kambodży, prawdopodobnie uprowadzeni przez Czerwonych Khmerów lub działające na tym terenie jednostki Vietcongu.
- 1971 – Podczas odbywających się w japońskim mieście Nagoja 31. Mistrzostw Świata Chińczycy wystosowali oficjalne zaproszenie dla amerykańskiej reprezentacji tenisa stołowego na odbycie tournée po Chinach, co zapoczątkowało tzw. dyplomację pingpongową między oboma krajami.
- 1973:
  - Fahri Korutürk został prezydentem Turcji.
  - NASA wystrzeliła sondę kosmiczną Pioneer 11.
  - Zmieniono nazwę stolicy Czadu z Fort-Lamy na Ndżamena.
- 1974 – Utwór Waterloo szwedzkiej grupy ABBA zwyciężył w 19. Konkursie Piosenki Eurowizji w angielskim Brighton.
- 1979 – Terroryści z OWP zdetonowali bombę na przystanku w Jerozolimie. Rannych zostało 13 osób.
- 1980:
  - Amerykańska firma 3M wprowadziła do sprzedaży samoprzylepne karteczki wielokrotnego użytku Post-it note.
  - İhsan Sabri Çağlayangil został p.o. prezydenta Turcji.
- 1983 – Turyński Juventus F.C. wygrał 2:0 z Widzewem Łódź w pierwszym meczu półfinałowym Pucharu Europy Mistrzów Krajowych.
- 1984:
  - Premiera filmu fantasy Niekończąca się opowieść w reżyserii Wolfganga Petersena.
  - Rozpoczęła się misja STS-41-C wahadłowca Challenger.
- 1985 – Abd ar-Rahman Siwar az-Zahab w wyniku zamachu stanu przejął władzę w Sudanie.
- 1993:
  - Czech Jan Železný ustanowił w Petersburgu rekord świata w rzucie oszczepem (95,54 m).
  - Przyjęto hymn Karelii.
  - Rozpoczęła działalność Praska Giełda Papierów Wartościowych.
  - W zakładach wzbogacania uranu w zamkniętym rosyjskim mieście Siewiersk w obwodzie tomskim, podczas czyszczenia kwasem azotowym doszło do wybuchu zbiornika reaktora wytwarzającego pluton i powstania chmury radioaktywnego gazu.
- 1994:
  - Samolot z prezydentami Rwandy Juvénalem Habyarimaną i Burundi Cyprienem Ntaryamirą został zestrzelony nad Kigali, co doprowadziło w Rwandzie do trwającego około 100 dni ludobójstwa osób pochodzenia Tutsi przez ekstremistów Hutu.
  - W wyniku samobójczego zamachu bombowego na autobus w izraelskiej Afuli zginęło 9 osób, a 55 zostało rannych.
- 1998 – Pakistan przeprowadził pierwszy test pocisku balistycznego średniego zasięgu Ghauri.
- 1999 – W Prince Edward Theatre na londyńskim West Endzie odbyła się prapremiera musicalu Mamma Mia!, opartego na przebojach grupy ABBA.
- 2001 – W podstawowym składzie Energie Cottbus (w meczu z VfL Wolfsburg) po raz pierwszy w historii niemieckiej piłkarskiej Bundesligi wystąpiło 11 obcokrajowców.
- 2002 – José Barroso został premierem Portugalii.
- 2003 – II wojna w Zatoce Perskiej: zakończyła się bitwa pod Basrą.
- 2004:
  - Mahinda Rajapaksa został premierem Sri Lanki.
  - Prezydent Litwy Rolandas Paksas został pozbawiony urzędu w wyniku zastosowania procedury impeachmentu.
- 2005:
  - Albert II Grimaldi został księciem Monako.
  - Adnan Badran został premierem Jordanii.
  - Przywódca Patriotycznej Unii Kurdystanu Dżalal Talabani został wybrany przez na urząd prezydenta Iraku. Wiceprezydentami zostali szyita Adil Abdel Mahdi i arabski sunnita Ghazi Jawer.
  - Włoski parlament ratyfikował Traktat ustanawiający Konstytucję dla Europy.
- 2006:
  - Ogłoszono tekst Ewangelii Judasza.
  - Yayi Boni został prezydentem Beninu.
- 2007:
  - Prezydent Rwandy Paul Kagame zdecydował o uwolnieniu po dwóch (zamiast przewidzianych piętnastu) latach pozbawienia wolności Pasteura Bizimungu, prezydenta kraju w okresie po ludobójstwie dokonanym na przedstawicielach grupy etnicznej Tutsi w 1994 roku.
  - U wybrzeży wyspy Santorini zatonął grecki wycieczkowiec „Sea Diamond”. Wcześniej ewakuowano z niego 1600 osób.
- 2008 – Urzędujący prezydent Czarnogóry Filip Vujanović został wybrany na drugą kadencję.
- 2009:
  - 34 osoby zginęły, a 124 zostały ranne w serii wybuchów 6 samochodów-pułapek w Bagdadzie.
  - 9 osób zginęło, a 60 zostało rannych w dwóch zamachach bombowych w stolicy indyjskiego stanu Asam Guwahati.
  - Po ogłoszeniu zwycięstwa komunistów w wyborach parlamentarnych, w Mołdawii doszło do wybuchu zamieszek.
  - W katastrofie indonezyjskiego samolotu wojskowego w Bandungu zginęły 24 osoby.
  - W trzęsieniu ziemi we włoskiej L’Aquila i okolicach zginęło 308 osób.
- 2010:
  - W Kirgistanie doszło do wybuchu antyrządowych wystąpień, w wyniku których następnego dnia odsunięty od władzy został prezydent Kurmanbek Bakijew.
  - W wyniku ataku maoistycznych partyzantów na konwój federalnej formacji policji w dystrykcie Dantewada w środkowo-wschodnich Indiach zginęło 76 funkcjonariuszy.
- 2012 – Konflikt w Mali: tuarescy rebelianci ogłosili powstanie na północy kraju niepodległego państwa Azawadu.
- 2014 – Rządząca koalicja Fidesz-KDNP wygrała wybory parlamentarne na Węgrzech.
- 2016 – Patrice Talon został prezydentem Beninu.
- 2018 – W wyniku zderzenia ciężarówki z autokarem przewożącym juniorską drużynę hokejową klubu Humboldt Broncos pod Armley w prowincji Saskatchewan w Kanadzie zginęło 16 osób, a 13 zostało rannych.
- 2024 – W drugiej turze wyborów prezydenckich na Słowacji Peter Pellegrini pokonał Ivana Korčoka.

## Urodzili się
- 1357 – Anna z Trapezuntu, królowa Gruzji (zm. po 1406)
- 1420 – Jerzy z Podiebradów, król Czech (zm. 1471)
- 1483 – Rafael Santi, włoski malarz, architekt (zm. 1520)
- 1498 – Ludwik Medyceusz, włoski kondotier (zm. 1526)
- 1509 – Francesco Beccuti, włoski poeta (zm. 1533)
- 1595 – Pieter de Molyn, holenderski malarz, rysownik, grawer (zm. 1661)
- 1612 – James Stewart, szkocki arystokrata, polityk (zm. 1655)
- 1627 – Śiwadźi, cesarz Imperium Marathów w Indiach (zm. 1680)
- 1632 – Maria Leopoldyna Austriaczka, cesarzowa rzymsko-niemiecka, królowa czeska i węgierska (zm. 1649)
- 1635 – Jerzy Skrodzki, polski duchowny luterański, pisarz religijny (zm. 1682)
- 1660 – Johann Kuhnau, niemiecki kompozytor, organista, teoretyk muzyki, pisarz (zm. 1722)
- 1664 – Arvid Horn, szwedzki hrabia, feldmarszałek, polityk (zm. 1742)
- 1670 – Jean-Baptiste Rousseau, francuski poeta, dramaturg (zm. 1741)
- 1696 – Charles Beauclerk, brytyjski arystokrata, polityk (zm. 1751)
- 1708 – (data chrztu) Johann Georg Reutter, austriacki kompozytor, organista (zm. 1772)
- 1723 – Celestyn Czaplic, polski szlachcic, polityk, łowczy wielki koronny, marszałek Sejmu, poeta (zm. 1804)
- 1725 – Pasquale Paoli, korsykański bohater narodowy (zm. 1807)
- 1726 – Gerard Majella, włoski redemptorysta, święty (zm. 1755)
- 1737 – George Montagu, brytyjski arystokrata, polityk, dyplomata (zm. 1788)
- 1738 – Charles Coote, brytyjski arystokrata, polityk (zm. 1800)
- 1741 – Sébastien-Roch Nicolas de Chamfort, francuski literat, aforysta, wolnomularz (zm. 1794)
- 1750 – James Watson, amerykański polityk (zm. 1806)
- 1765 – Karol Feliks, król Sardynii (zm. 1831)
- 1767 – Alexandre Duval, francuski dramaturg (zm. 1842)
- 1773:
  - Johann Joseph Wilhelm Lux, niemiecki weterynarz (zm. 1849)
  - James Mill, szkocki filozof, polityk, ekonomista (zm. 1836)
- 1786 – Franciszek de Paula Pisztek, czeski duchowny katolicki, biskup tarnowski i lwowski (zm. 1846)
- 1803 – Carl August Buz, niemiecki inżynier, konstruktor, przemysłowiec (zm. 1870)
- 1807:
  - Francesco Saverio Apuzzo, włoski duchowny katolicki arcybiskup Kapui, kardynał (zm. 1880)
  - Ludwika Jędrzejewiczowa, polska kompozytorka, pisarka, najstarsza siostra Fryderyka Chopina (zm. 1855)
  - Johann Salzmann, austriacki architekt (zm. 1869)
- 1809:
  - Friedrich Josef von Schwarzenberg, czeski duchowny katolicki, arcybiskup salzburski, arcybiskup metropolita praski i prymas Czech (zm. 1885)
  - Anton von Wegnern, pruski polityk (zm. 1891)
- 1810:
  - Dionizy Czachowski, polski pułkownik, uczestnik powstania styczniowego (zm. 1863)
  - Philip Henry Gosse, brytyjski przyrodnik, podróżnik, pisarz, popularyzator nauki (zm. 1888)
- 1811 – Franz Joseph Rudigier, austriacki duchowny katolicki, biskup Linzu (zm. 1884)
- 1812 – Aleksandr Hercen, rosyjski pisarz (zm. 1870)
- 1814:
  - Eustachy Tyszkiewicz, polski archeolog, historyk, kolekcjoner (zm. 1873)
  - Miklós Ybl, węgierski architekt (zm. 1891)
- 1815 – Robert Volkmann, niemiecki kompozytor (zm. 1883)
- 1816 – Maksymilian Sułkowski, polski podróżnik, odkrywca, rewolucjonista, książę bielski (zm. 1848)
- 1818:
  - Julius Helfft, niemiecki malarz (zm. 1894)
  - Aasmund Olavsson Vinje, norweski poeta, publicysta (zm. 1870)
- 1820 – Nadar, francuski rysownik, fotograf, dziennikarz, karykaturzysta, baloniarz (zm. 1910)
- 1823 – Julia Abigail Fletcher Carney, amerykańska poetka (zm. 1908)
- 1824 – George Waterhouse, australijsko-nowozelandzki polityk, premier Australii Południowej i Nowej Zelandii (zm. 1904)
- 1826 – Gustave Moreau, francuski malarz, grafik (zm. 1898)
- 1829 – Samuel Bergson, polski kupiec pochodzenia żydowskiego (zm. 1911)
- 1830 – Michaił Majlewski, rosyjski podpułkownik, polityk (zm. 1917)
- 1833:
  - Egidius Jünger, amerykański duchowny katolicki pochodzenia niemieckiego, biskup Nesqually (zm. 1895)
  - Hendrik Kern, holenderski językoznawca, wykładowca akademicki (zm. 1917)
- 1836:
  - Rong Lu, chiński polityk, dowódca wojskowy pochodzenia mandżurskiego (zm. 1903)
  - Nikołaj Sklifosowski, rosyjski lekarz, chirurg, fizjolog (zm. 1904)
- 1837:
  - Eugène Cuvelier, francuski fotograf (zm. 1900)
  - Ignatz von Kolisch, węgierski szachista, dziennikarz pochodzenia żydowskiego (zm. 1889)
- 1839 – Francis Redwood, nowozelandzki duchowny katolicki, arcybiskup metropolita Wellington pochodzenia brytyjskiego (zm. 1935)
- 1840 – Fulco Luigi Ruffo-Scilla, włoski duchowny katolicki, arcybiskup metropolita Chieti, nuncjusz apostolski, kardynał (zm. 1895)
- 1841 – Sygurd Wiśniowski, polski pisarz, reportażysta, tłumacz, podróżnik (zm. 1892)
- 1844 – William Lyne, australijski polityk (zm. 1913)
- 1849 – John William Waterhouse, brytyjski malarz (zm. 1917)
- 1851:
  - Guillaume Bigourdan, francuski astronom (zm. 1932)
  - Władysław Motty, polski prawnik, rysownik, literat, publicysta (zm. 1894)
  - Władysław Smoleński, polski historyk, wykładowca akademicki (zm. 1926)
- 1853 – Emil Jellinek, austriacki przedsiębiorca, dyplomata (zm. 1918)
- 1856:
  - Tadeusz Cieński, polski prawnik, ziemianin, hodowca koni, polityk (zm. 1925)
  - Leonard Demel von Elswehr, niemiecki prawnik, polityk, burmistrz Cieszyna (zm. 1915)
  - Carl Axel Magnus Lindman, szwedzki botanik, wykładowca akademicki (zm. 1928)
  - Maurice Sarrail, francuski generał, polityk (zm. 1929)
- 1857 – Arthur Wesley Dow, amerykański malarz, grafik, fotograf, teoretyk sztuki, pedagog (zm. 1922)
- 1859 – Karol Poznański, polski chemik, przedsiębiorca (zm. 1928)
- 1860:
  - René Lalique, francuski jubiler, artysta (zm. 1945)
  - Friedrich Stolz, niemiecki chemik (zm. 1936)
- 1861 – Stanislas de Guaita, francuski poeta, prozaik (zm. 1897)
- 1863 – Jozef Hanula, słowacki malarz (zm. 1944)
- 1867 – Helena Unierzyska, polska malarka, rzeźbiarka (zm. 1932)
- 1869 – Jan Ignacy Modrzewski, polski chirurg, polityk, senator RP (zm. 1962)
- 1870:
  - Stanisław Nowicki, polski drukarz, działacz robotniczy, polityk, wicemarszałek Sejmu Ustawodawczego (zm. 1948)
  - Oskar Vogt, niemiecki neurolog, neuroanatom, wykładowca akademicki (zm. 1959)
- 1871 – Radomir Vešović, czarnogórski generał (zm. 1938)
- 1874:
  - Worth Bagley, amerykański podporucznik marynarki (zm. 1898)
  - Hermann Dostal, austriacki kompozytor, aranżer (zm. 1930)
  - Ottó Hellmich, węgierski gimnastyk (zm. 1937)
- 1875:
  - Gilbert Clayton, brytyjski generał brygady (zm. 1929)
  - Ksenia Romanowa, rosyjska wielka księżna (zm. 1960)
- 1878:
  - Erich Mühsan, niemiecki anarchista, dziennikarz, pisarz (zm. 1934)
  - Matarō Nagayo, japoński patolog (zm. 1941)
  - Abastenia St. Leger Eberle, amerykańska rzeźbiarka (zm. 1942)
- 1881 – Karl Gustaf Staaf, szwedzki lekkoatleta, przeciągacz liny (zm. 1953)
- 1884 – Walter Huston, amerykański aktor pochodzenia kanadyjskiego (zm. 1950)
- 1885 – Stanisław Filipkiewicz, polski architekt, konserwator zabytków (zm. 1944)
- 1887 – Georges Sérès, francuski kolarz torowy i szosowy (zm. 1951)
- 1888:
  - Dan Andersson, szwedzki prozaik, poeta, kompozytor (zm. 1920)
  - William Bailey, brytyjski kolarz torowy (zm. 1971)
  - Hans Richter, niemiecki reżyser filmowy (zm. 1976)
  - Gerhard Ritter, niemiecki historyk (zm. 1967)
  - Mieczysław Smolarski, polski pisarz, historyk sztuki (zm. 1967)
- 1890:
  - André Danjon, francuski astronom (zm. 1967)
  - Anton Fokker, holenderski konstruktor samolotów (zm. 1939)
  - Millard Evelyn Tydings, amerykański, polityk (zm. 1961)
- 1891:
  - Lucy Krogh, francuska modelka (zm. 1977)
  - Julia Mendelsonówna, polska rzeźbiarka pochodzenia żydowskiego (zm. ?)
- 1892:
  - Donald Douglas, amerykański przedsiębiorca (zm. 1981)
  - Mateusz Gliński, polsko-kanadyjski kompozytor, dyrygent, publicysta muzyczny (zm. 1976)
  - Leon Stanisław Pinecki, polski zapaśnik (zm. 1949)
  - Lowell Thomas, amerykański pisarz, dziennikarz, prezenter radiowo-telewizyjny (zm. 1981)
- 1894:
  - Gertrude Baines, amerykańska superstulatka (zm. 2009)
  - Jan Tupikowski, kapitan Wojska Polskiego, kawaler Virtuti Militari (zm. ?)
- 1895:
  - Dudley Nichols, amerykański scenarzysta filmowy (zm. 1960)
  - Harold Rosson, amerykański operator filmowy (zm. 1988)
- 1896:
  - Artur Krönig, niemiecki nauczyciel, polityk, poseł na Sejm RP (zm. 1953)
  - Georg Tengwall, szwedzki żeglarz sportowy (zm. 1954)
- 1898:
  - Pete DePaolo, amerykański kierowca wyścigowy pochodzenia włoskiego (zm. 1980)
  - Juozas Greifenbergeris, litewski działacz komunistyczny (zm. 1926)
  - Jeanne Hébuterne, francuska artystka (zm. 1920)
  - Christo Stefanoff, bułgarsko-polski malarz (zm. 1966)
- 1900 – Edvīns Bārda, łotewski piłkarz (zm. 1947)
- 1901:
  - Piotr Jerzy Frassati, włoski błogosławiony (zm. 1925)
  - Marian Hemar, polski poeta, komediopisarz, satyryk, dramaturg, tłumacz poezji, autor tekstów piosenek pochodzenia żydowskiego (zm. 1972)
  - Zbigniew Paygert, polski żołnierz, poeta (zm. 1919)
- 1903:
  - Mickey Cochrane, amerykański baseballista (zm. 1962)
  - Diógenes Lara, boliwijski piłkarz (zm. 1971)
- 1904 – Kurt Georg Kiesinger, niemiecki polityk, kanclerz Niemiec (zm. 1988)
- 1905:
  - Włodzimierz Długoszewski, polski wioślarz, dziennikarz sportowy (zm. 1945)
  - Peng Mingzhi, chiński dyplomata (zm. 1993)
- 1906:
  - Steve Anderson, amerykański lekkoatleta, płotkarz (zm. 1988)
  - Stanisław Feliksiak, polski zoolog (zm. 1992)
  - Alberto Zorrilla, argentyński pływak (zm. 1986)
- 1907 – Daniel Sundén-Cullberg, szwedzki żeglarz sportowy (zm. 1982)
- 1908:
  - Wojciech Skuza, polski pisarz, publicysta (zm. 1942)
  - Héctor Trujillo, dominikański generał, polityk, prezydent Dominikany (zm. 2002)
- 1909 – Krystyn Gondek, polski błogosławiony, męczennik (zm. 1942)
- 1910:
  - Gudrun Brost, szwedzka aktorka (zm. 1993)
  - Desmond Dreyer, brytyjski admirał (zm. 2003)
- 1911 – Feodor Lynen, niemiecki biochemik, laureat Nagrody Nobla (zm. 1979)
- 1912:
  - Jan Brzák, czeski kajakarz, kanadyjkarz (zm. 1988)
  - Ludwik Fryde, polski krytyk literacki (zm. 1942)
  - Horst Linde, niemiecki architekt, urbanista (zm. 2016)
- 1913 – Gerald Kron, amerykański astronom (zm. 2012)
- 1914:
  - Washington Beltrán, urugwajski prawnik, polityk, prezydent Urugwaju (zm. 2003)
  - Stanisław Fąfara, polski działacz komunistyczny, oficer Gwardii Ludowej (zm. 1943)
  - Arnold Mostowicz, polski pisarz, dziennikarz, tłumacz, lekarz, popularyzator nauki pochodzenia żydowskiego (zm. 2002)
- 1915:
  - Tadeusz Kantor, polski reżyser teatralny, malarz, scenograf (zm. 1990)
  - Ivo Mancini, włoski kolarz szosowy (zm. 2000)
- 1916:
  - Phil Leeds, amerykański aktor (zm. 1998)
  - James Oswald Noel Vickers, brytyjski polityk (zm. 2008)
  - Wojciech Walczak, polski geograf, geomorfolog (zm. 1984)
  - Zhuo Lin, chińska pierwsza dama (zm. 2009)
- 1917:
  - Bianco Bianchi, włoski kolarz szosowy (zm. 1997)
  - Leonora Carrington, brytyjska pisarka, malarka (zm. 2011)
  - Big Walter Horton, amerykański bluesman (zm. 1981)
  - Józef Jeka, polski major pilot, as myśliwski (zm. 1958)
  - Kazimierz Konowrocki, polski duchowny katolicki, prałat (zm. 2005)
  - Jerzy Rayski, polski fizyk teoretyk (zm. 1993)
- 1918 – Alfredo Ovando Candía, boliwijski generał, polityk, prezydent Boliwii (zm. 1982)
- 1919 – Boris Miniejew, radziecki polityk (zm. 2003)
- 1920:
  - David Bradley, amerykański reżyser filmowy (zm. 1997)
  - Edmond H. Fischer, amerykański biochemik, laureat Nagrody Nobla (zm. 2021)
  - Jacques Noël, francuski florecista (zm. 2004)
  - Anatolij Sawin, rosyjski naukowiec (zm. 2016)
- 1921:
  - Jackie Rea, irlandzki snookerzysta (zm. 2013)
  - Wilbur Thompson, amerykański lekkoatleta, kulomiot (zm. 2013)
- 1922:
  - Jan Kryst, polski żołnierz AK (zm. 1943)
  - Kai Nyborg, duński polityk, eurodeputowany (zm. 2008)
- 1923:
  - Ismaiłbiek Taranczijew, radziecki młodszy porucznik pilot (zm. 1944)
  - Herb Thomas, amerykański kierowca wyścigowy (zm. 2000)
- 1924:
  - Riewol Bunin, rosyjski kompozytor, pedagog (zm. 1976)
  - Carmelo Cassati, włoski duchowny katolicki, arcybiskup Trani-Barletta-Bisceglie (zm. 2017)
  - Walentin Nikołajew, rosyjski zapaśnik (zm. 2004)
  - Eugenio Scalfari, włoski dziennikarz, pisarz, polityk (zm. 2022)
  - Janusz Ziółkowski, polski socjolog, wykładowca akademicki, polityk, senator RP (zm. 2000)
- 1925:
  - Franciszek Duszeńko, polski rzeźbiarz (zm. 2008)
  - Galina Kożakina, rosyjska aktorka (zm. 2020)
- 1926:
  - Víctor Celestino Algarañaz, boliwijski piłkarz
  - Jehuda Bauer, izraelski historyk (zm. 2024)
  - Sergio Franchi, włoski piosenkarz, aktor (zm. 1990)
  - Gil Kane, amerykański grafik, rysownik komiksów (zm. 2000)
  - Ian Paisley, brytyjski duchowny protestancki, polityk (zm. 2014)
  - Jerzy Tomala, polski ekonomista (zm. 2017)
- 1927:
  - Barbara Gawdzik-Brzozowska, polska malarka, graficzka, ilustratorka (zm. 2010)
  - Gerry Mulligan, amerykański muzyk jazzowy, kompozytor (zm. 1996)
  - Bogna Sokorska, polska śpiewaczka operowa (sopran koloraturowy) (zm. 2002)
- 1928:
  - Anna Kiełcz, polska włókienniczka, poseł na Sejm PRL (zm. 2018)
  - Chwiedar Niuńka, litewski działacz społeczno-kulturalny narodowości białoruskiej (zm. 2018)
  - Paul-Werner Scheele, niemiecki duchowny katolicki, biskup Würzburga (zm. 2019)
  - James Watson, amerykański biochemik, laureat Nagrody Nobla
- 1929:
  - Stanisław Czycz, polski pisarz (zm. 1996)
  - Kazimierz Polański, polski językoznawca, lingwista (zm. 2009)
  - André Previn, amerykański pianista, dyrygent, kompozytor (zm. 2019)
  - Christos Sardzetakis, grecki prawnik, sędzia, polityk, prezydent Grecji (zm. 2022)
  - Art Taylor, amerykański perkusista jazzowy (zm. 1995)
  - Stefan Wojnecki, polski fotograf, teoretyk fotografii (zm. 2023)
- 1930:
  - Jacques Fesch, francuski morderca (zm. 2007)
  - Józef Grabowicz, polski dziennikarz, publicysta (zm. 2007)
  - Henryk Klaja, polski organista, pedagog (zm. 1998)
  - Barbara Ptak, polska kostiumolog teatralna i filmowa
  - Dave Sexton, angielski piłkarz, trener (zm. 2012)
  - Anatolij Szeluchin, rosyjski biegacz narciarski (zm. 1995)
- 1931:
  - Ram Dass, amerykański psycholog, pisarz, nauczyciel duchowy (zm. 2019)
  - Augustyn Leśniak, polski historyk, regionalista (zm. 2017)
  - Suchitra Sen, indyjska aktorka (zm. 2014)
  - Piotr Stefański, polski dziennikarz, socjolog, polityk, wicemarszałek Sejmu PRL (zm. 2014)
- 1932:
  - Nick Begich, amerykański polityk (zm. 1972)
  - Helmut Griem, niemiecki aktor, reżyser teatralny (zm. 2004)
  - Dániel Magay, węgierski szablista
  - Carlos Rasch, niemiecki pisarz science fiction (zm. 2021)
- 1933:
  - Jesús Díez del Corral, hiszpański szachista (zm. 2010)
  - Władysław Stanisław Majewski, polski polityk, minister łączności (zm. 2002)
  - Henryk Niedźwiedzki, polski bokser (zm. 2018)
- 1934:
  - Enver Faja, albański architekt, dyplomata (zm. 2011)
  - Anton Geesink, holenderski judoka (zm. 2010)
  - Willie Toweel, południowoafrykański bokser (zm. 2017)
  - Maria Zduniak, polska muzykolog (zm. 2011)
- 1935:
  - Fred Bongusto, włoski piosenkarz, kompozytor (zm. 2019)
  - Colin Hart, brytyjski dziennikarz sportowy (zm. 2025)
  - Alicja Karłowska-Kamzowa, polska historyk sztuki (zm. 1999)
  - Wojciech Papież, polski bokser (zm. 2011)
  - Luis del Sol, hiszpański piłkarz, trener (zm. 2021)
- 1936:
  - Tom Baker, walijski piłkarz (zm. 2024)
  - Henryk T. Czarnecki, polski aktor, reżyser i scenarzysta filmowy
  - Tadeusz Gałkowski, polski psycholog (zm. 2020)
  - Konrad Hejmo, polski duchowny katolicki, dominikanin
- 1937:
  - Uzzi Baram, izraelski socjolog, polityk
  - Eike Christian Hirsch, niemiecki dziennikarz, pisarz (zm. 2022)
  - Karsten Friedrich Hoppenstedt, niemiecki lekarz weterynarii, samorządowiec, polityk, eurodeputowany
  - Edward Redwanz, polski generał brygady
  - Billy Dee Williams, amerykański aktor, scenarzysta filmowy, malarz
- 1938:
  - Sebastião Leônidas, brazylijski piłkarz, trener
  - Roy Thinnes, amerykański aktor
- 1939:
  - Eugeniusz Faber, polski piłkarz (zm. 2021)
  - Olga Lipińska, polska reżyserka i scenarzystka telewizyjna, satyryk
  - Jadwiga Marko-Książek, polska siatkarka (zm. 2019)
- 1940:
  - Pedro Armendáriz Jr., meksykański aktor (zm. 2011)
  - Nol de Ruiter, holenderski piłkarz, trener (zm. 2025)
- 1941:
  - Phil Austin, amerykański pisarz (zm. 2015)
  - Angeliki Laiu, grecka historyk, bizantynolog
  - Henryk Szumski, polski generał broni (zm. 2012)
  - Antoni Trzaskowski, polski piłkarz (zm. 2025)
  - Gheorghe Zamfir, rumuński muzyk
- 1942:
  - Ryszard Karczykowski, polski śpiewak operowy (tenor)
  - Barry Levinson, amerykański aktor, scenarzysta, reżyser i producent filmowy pochodzenia żydowskiego
- 1943:
  - Danuta Duś, polska farmakolog, profesor nauk biologicznych (zm. 2025)
  - Gerhard Grimmer, niemiecki biegacz narciarski (zm. 2023)
  - Johannes Harviken, norweski biegacz narciarski
  - Teet Kallas, estoński prozaik, nowelista, dramaturg, krytyk literacki
  - Blandina Paschalis Schlömer, niemiecka trapistka
  - Jaromír Štětina, czeski dziennikarz, pisarz, korespondent wojenny, polityk, eurodeputowany (zm. 2025)
  - Władysław Szostak, polski prawnik, politolog, wykładowca akademicki (zm. 2010)
- 1944:
  - Florin Gheorghiu, rumuński szachista
  - Anita Pallenberg, włoska modelka, aktorka (zm. 2017)
- 1945:
  - Celestino Aós Braco, hiszpański duchowny katolicki, biskup Copiapó
  - Léon Dolmans, belgijski piłkarz
  - Władysław Medwid, polski lekarz weterynarii, polityk, poseł na Sejm RP (zm. 2018)
- 1946:
  - Czesław Cierniewski, polski biofizyk, biolog (zm. 2013)
  - Wolfgang Ischinger, niemiecki prawnik, dyplomata
  - Walancina Koutun, białoruska pisarka, poetka, tłumaczka, dziennikarka (zm. 2011)
  - Tadeusz Sytek, polski rolnik, polityk, poseł na Sejm RP
  - Wiesław Theiss, polski pedagog
  - Sławomir Żurawlow, polski podpułkownik, publicysta
- 1947:
  - Reinhard Bredow, niemiecki saneczkarz
  - Domenico Cancian, włoski duchowny katolicki, biskup Città di Castello
- 1948:
  - Wojciech Bruślik, polski wokalista, muzyk, kompozytor
  - Philippe Garrel, francuski reżyser, scenarzysta i producent filmowy
  - Lajos Grendel, węgierski pisarz (zm. 2018)
  - Jo Leinen, niemiecki prawnik, polityk
  - Vítězslav Mácha, czeski zapaśnik (zm. 2023)
  - Robert Tromski, polski polityk, poseł na Sejm RP (zm. 2021)
- 1949:
  - Janet Ågren, szwedzka aktorka
  - Janusz Cegliński, polski koszykarz
  - Fritz Huber, niemiecki zapaśnik
  - Horst Störmer, niemiecki fizyk, laureat Nagrody Nobla
- 1950:
  - Nelson Dawidian, ormiański zapaśnik (zm. 2016)
  - Jorge Fernández Díaz, hiszpański i kataloński urzędnik państwowy, polityk
  - Teodozjusz (Pecyna), ukraiński biskup prawosławny (zm. 2010)
  - Krzysztof Zieliński, polski pułkownik, patomorfolog
- 1951:
  - Bert Blyleven, amerykański baseballista pochodzenia holenderskiego
  - Hilda Heine, marszalska polityk, prezydent Wysp Marshalla
  - Víctor Polay, peruwiański rewolucjonista
  - Maria Zuba, polska polityk, poseł na Sejm RP
- 1952:
  - Udo Dirkschneider, niemiecki wokalista, członek zespołów: Accept i U.D.O.
  - Marilu Henner, amerykańska aktorka, scenarzystka i producentka filmowa, pisarka pochodzenia polsko-greckiego
  - Anna Lewicka-Morawska, polska historyk sztuki, profesor nauk o sztukach pięknych (zm. 2015)
  - John Shumate, amerykański koszykarz, trener (zm. 2025)
  - Tadeusz Szymańczak, polski rolnik, polityk, poseł na Sejm RP
- 1953:
  - Marc Berdoll, francuski piłkarz
  - Patrick Doyle, brytyjski kompozytor muzyki filmowej
  - Christopher Franke, niemiecki muzyk, kompozytor, członek zespołu Tangerine Dream
  - Romuald Gawlik, polski samorządowiec, wicemarszałek województwa lubuskiego
- 1954:
  - Sepp Ferstl, niemiecki narciarz alpejski
  - Harold Martin, francuski polityk, prezydent rządu Nowej Kaledonii
  - Leon Wróbel, polski żeglarz sportowy (zm. 2025)
- 1955:
  - Anna Brandysiewicz, polska wioślarka
  - Waldemar Dudziak, polski związkowiec, wojewoda lubelski
  - Rob Epstein, amerykański reżyser i producent filmowy pochodzenia żydowskiego
  - Henryk, wielki książę Luksemburga
  - Karsten Heine, niemiecki piłkarz, trener
  - László Kiss-Rigó, węgierski duchowny katolicki, biskup szegedsko-csanádzki
  - Michael Rooker, amerykański aktor, producent filmowy
- 1956:
  - Michele Bachmann, amerykańska polityk
  - Wojciech Fiedorczuk, polski koszykarz, trener
  - Ołeh Rodin, ukraiński piłkarz, trener pochodzenia rosyjskiego
  - Włodzimierz Stanisławski, polski hokeista na trawie
- 1957:
  - Jesper Bank, duński żeglarz sportowy
  - Ireneusz Bober, polski filozof
  - Maurizio Damilano, włoski lekkoatleta, chodziarz
  - Célestin-Marie Gaoua, togijski duchowny katolicki, biskup Sokodé
  - Paolo Nespoli, włoski inżynier, astronauta
  - Frederico Rosa, portugalski piłkarz (zm. 2019)
  - Robert Sapolsky, amerykański biolog i neurolog
- 1958:
  - Vladimír Kinier, słowacki piłkarz
  - Valentinas Mikelėnas, litewski prawnik, wykładowca akademicki
  - Krzysztof Teryfter, polski kontradmirał
- 1959:
  - Michael Corrente, amerykański reżyser i producent filmowy
  - Tadeusz Karabowicz, polski poeta, krytyk literacki, literaturoznawca, tłumacz, redaktor
  - Alaksandr Karszakiewicz, białoruski piłkarz ręczny
  - Mark Strickson, brytyjski aktor, reżyser i producent filmowy
  - Goran Sukno, chorwacki piłkarz wodny
  - Krzysztof Talczewski, polski reżyser, scenarzysta i producent filmów dokumentalnych (zm. 2022)
  - Pietro Vierchowod, włoski piłkarz, trener pochodzenia ukraińskiego
  - Joachim Waloszek, polski dziennikarz i publicysta sportowy (zm. 2005)
- 1960:
  - Jacek Dębski, polski polityk, minister sportu (zm. 2001)
  - Warren Haynes, amerykański muzyk rockowy i bluesowy
  - Krzysztof Rutkowski, polski prywatny detektyw, polityk, poseł na Sejm RP i eurodeputowany
  - Marek Torzewski, polski śpiewak operowy (tenor)
- 1961:
  - Mustafa Badr ad-Din, libański terrorysta (zm. 2016)
  - Anna Bąk, polska lekkoatletka, chodziarka
  - Mirosław Matyja, polski ekonomista, historyk, politolog, wykładowca akademicki
- 1962:
  - Zygmunt Cholewiński, polski samorządowiec, marszałek województwa podkarpackiego
  - Magna Kruger, południowoafrykańska pisarka fantasy
  - Kurt Meier, szwajcarski bobsleista
- 1963:
  - Rafael Correa, ekwadorski polityk, prezydent Ekwadoru
  - Basile Aka Kouamé, iworyjski piłkarz
- 1964:
  - Paulo Alves Romão, brazylijski duchowny katolicki, biskup pomocniczy Rio de Janeiro
  - René Eijkelkamp, holenderski piłkarz
  - Arseniusz Finster, polski inżynier, nauczyciel, wykładowca, samorządowiec, burmistrz Chojnic
  - Luíz Antônio dos Santos, brazylijski lekkoatleta, maratończyk (zm. 2021)
- 1965:
  - Frank Black, amerykański muzyk, lider zespołu Pixies
  - Amedeo Carboni, włoski piłkarz
  - Tomas Molinares, kolumbijski bokser
  - Rica Reinisch, niemiecka pływaczka
- 1966:
  - Vince Flynn, amerykański pisarz (zm. 2013)
  - Renata Skrzypczyńska, polska tenisistka
- 1967:
  - Chantal Bournissen, szwajcarska narciarka alpejska
  - Jonathan Firth, brytyjski aktor
  - Andriej Iwanow, rosyjski piłkarz (zm. 2009)
  - Wioletta Luberecka, polska piłkarka ręczna
  - Marek Nowak, polski strzelec sportowy
- 1968:
  - Jakob Ejersbo, duński pisarz (zm. 2008)
  - Iwan Hecko, ukraiński piłkarz, trener
  - Ákos Kovács, węgierski piosenkarz
  - Janusz Radek, polski wokalista, aktor
- 1969:
  - Bret Boone, amerykański baseballista
  - Bison Dele, amerykański koszykarz (zm. 2002)
  - Paulo Jorge Duarte, portugalski piłkarz, trener
  - Wojciech Grygiel, polski prezbiter katolicki, filozof, chemik
  - Suvad Katana, bośniacki piłkarz (zm. 2005)
  - Paul Rudd, amerykański aktor, scenarzysta i producent filmowy
- 1970:
  - Iryna Biłyk, ukraińska piosenkarka, kompozytorka, producentka muzyczna
  - Marcelo Carracedo, argentyński piłkarz
  - Igor Czugajnow, rosyjski piłkarz, trener
  - Olaf Kölzig, niemiecki hokeista, bramkarz
  - Roy Mayorga, amerykański muzyk, kompozytor, członek zespołu Stone Sour
  - Oliver Miller, amerykański koszykarz (zm. 2025)
- 1971:
  - Leandro Ávila, brazylijski piłkarz
  - Mona Grudt, norweska modelka, zwyciężczyni konkursu Miss Universe
  - Martin Hansson, szwedzki sędzia piłkarski
  - Jolanta Jackowska-Czop, polska aktorka, dziennikarka
  - Sanjay Suri, indyjski aktor
  - Stefania Zambelli, włoska działaczka samorządowa, polityk, eurodeputowana
- 1972:
  - Pierre-Richard Bruny, haitański piłkarz
  - Nadia De Negri, włoska kolarka górska
  - Jason Hervey, amerykański aktor
  - Ami James, amerykański tatuażysta, projektant, przedsiębiorca
  - Anders Thomas Jensen, duński scenarzysta i reżyser filmowy
  - Sławomir Kowal, polski przedsiębiorca, samorządowiec, burmistrz Żagania
  - Taras Kozak, ukraiński przedsiębiorca, polityk
  - Inoke Maraiwai, fidżyjski rugbysta (zm. 2011)
  - Dickey Simpkins, amerykański koszykarz
  - David Švehlík, czeski aktor
  - Roberto Torres, paragwajski piłkarz
- 1973:
  - Maurizia Cacciatori, włoska siatkarka
  - Edith van Dijk, holenderska pływaczka
  - Lori Heuring, amerykańska aktorka
  - Rumjana Nejkowa, bułgarska wioślarka
  - Sun Wen, chińska piłkarka
- 1974:
  - Branislav Gröhling, słowacki przedsiębiorca, polityk
  - Robert Kovač, chorwacki piłkarz, trener
  - Claudio Milar, urugwajski piłkarz (zm. 2009)
  - Carla Peterson, argentyńska aktorka
  - Joseph Rosa Merszei, kierowca wyścigowy z Makau
- 1975:
  - Leigh Bardugo, amerykańska autorka książek dla młodzieży (young adult) i fantasy
  - Zach Braff, amerykański aktor, scenarzysta i reżyser filmowy
  - Hal Gill, amerykański hokeista
  - Twurca, polski gitarzysta, kompozytor, realizator dźwięku, producent muzyczny
  - Joel West, amerykański aktor, model
- 1976:
  - Candace Cameron, amerykańska aktorka
  - James Fox, walijski piosenkarz, aktor musicalowy
  - Dorothée Fournier, francuska snowboardzistka
  - Georg Hólm, islandzki kompozytor, basista, członek zespołu Sigur Rós
  - Daniel Jędraszko, polski kajakarz, kanadyjkarz
  - Michal Makovský, czeski żużlowiec
  - Alfredo Mozinho Esteves, portugalsko-wschodniotimorski piłkarz, trener
  - Anke Rehlinger, niemiecka prawnik, polityk, premier Saary
- 1977:
  - Gianna Jessen, amerykańska działaczka antyaborcyjna
  - Arnold Masin, polski informatyk, polityk, poseł na Sejm RP
  - Sami Mustonen, fiński narciarz dowolny
  - Ville Nieminen, fiński hokeista
  - Teddy Sears, amerykański aktor
  - Georg Wiebel, niemiecki siatkarz
- 1978:
  - Daphny van den Brand, holenderska kolarka przełajowa, górska i szosowa
  - Oksana Məmmədyarova, azerska siatkarka
  - Martin Mendez, urugwajski basista, członek zespołu Opeth
  - Luis Alberto Pérez, nikaraguański bokser
  - Akiko Sekiwa, japońska curlerka
  - Igor Siemszow, rosyjski piłkarz
- 1979:
  - Alain N’Kong, kameruński piłkarz
  - Frederick Windsor, brytyjski arystokrata, analityk finansowy
- 1980:
  - Vera Carrara, włoska kolarka szosowa i torowa
  - Tommi Evilä, fiński lekkoatleta, skoczek w dal
  - Dorota Łukasiewicz-Kwietniewska, polska aktorka
  - Tanja Poutiainen, fińska narciarka alpejska
  - Brooke Pratley, australijska wioślarka
- 1981:
  - Eliza Coupe, amerykańska aktorka
  - Robert Earnshaw, walijski piłkarz pochodzenia zambijskiego
  - Cogtbadzaryn Enchdżargal, mongolska zapaśniczka
  - Marcin Grabowski, polski piłkarz, samorządowiec, polityk, poseł na Sejm RP
  - Zsófia Gubacsi, węgierska tenisistka
  - Lucas Matías Licht, argentyński piłkarz pochodzenia żydowskiego
  - Jarret Thomas, amerykański snowboardzista
  - Joonas Vihko, fiński hokeista
- 1982:
  - Hérculez Gómez, amerykański piłkarz pochodzenia meksykańskiego
  - Bret Harrison, amerykański aktor
  - Joanna Kamińska, polska lekkoatletka, biegaczka długodystansowa
- 1983:
  - Diora Baird, amerykańska aktorka, modelka
  - Jamal Campbell-Ryce, jamajski piłkarz
  - Catherine Cheatley, nowozelandzka kolarka szosowa i torowa
  - Rick Cosnett, zimbabwejsko-australijski aktor
  - Danny Mrwanda, tanzański piłkarz
  - Mitsuru Nagata, japoński piłkarz
  - Christian Sprenger, niemiecki piłkarz ręczny
- 1984:
  - Takahiro Aō, japoński bokser
  - Michaël Ciani, francuski piłkarz pochodzenia gwadelupskiego
  - Siboniso Gaxa, południowoafrykański piłkarz
  - Rafał Jarząbski, polski siatkarz
  - Ali Mukaddam, kanadyjski aktor pochodzenia pakistańskiego
- 1985:
  - Anna Awdiejewa, rosyjska lekkoatletka, kulomiotka
  - Tabia Charles, kanadyjska lekkoatletka, skoczkini w dal
  - Abdul Fatawu Dauda, ghański piłkarz, bramkarz
  - Lu Ying-chi, tajwańska sztangistka
  - Zhao Xue, chińska szachistka
- 1986:
  - Isabella Laböck, niemiecka snowboardzistka
  - Małgorzata Markiewicz, polska piosenkarka, flecistka
  - Bryce Moon, południowoafrykański piłkarz
  - Ryōta Moriwaki, japoński piłkarz
  - Amy Sène, francuska lekkoatletka, młociarka
  - Avinesh Suwamy, fidżyjski piłkarz
  - Olga Tieriochina, rosyjska siatkarka
- 1987:
  - Robin Haase, holenderski tenisista
  - Anna Júlia Donáth, węgierska polityk, eurodeputowana
  - Borki Predojević, bośniacki szachista
  - Hilary Rhoda, amerykańska modelka
- 1988:
  - Mike Bailey, brytyjski aktor, piosenkarz
  - Allison Hightower, amerykańska koszykarka
  - Fabrice Muamba, angielski piłkarz pochodzenia kongijskiego
  - Natalia Perlińska, polska siatkarka
  - Jucilei da Silva, brazylijski piłkarz
  - Pedro Valverde, meksykański piłkarz
- 1989:
  - Alexi Amarista, wenezuelski baseballista
  - Djamel Bakar, francuski piłkarz pochodzenia komoryjskiego
  - Anna Fitzpatrick, brytyjska tenisistka
  - Justyna Franieczek, polska niepełnosprawna lekkoatletka, biegaczka
  - Jonathan Zongo, burkiński piłkarz
- 1990:
  - André Breitbarth, niemiecki judoka
  - Aleksandra Kuleszowa, rosyjska pięściarka
  - Klaudia Sosnowska, polska koszykarka
  - Merlin Tandjigora, gaboński piłkarz
- 1991:
  - Sylwia Chmiel, polska siatkarka
  - Maciej Fajfer, polski żużlowiec
  - Li Yunfei, chińska pięściarka
  - Alexandra Popp, niemiecka piłkarka
  - Evariste Shonganya, kongijski koszykarz
- 1992:
  - Yacouba Ali, nigerski piłkarz
  - Beatrice Capra, amerykańska tenisistka
  - Joël Kiassumbua, kongijski piłkarz, bramkarz
- 1993:
  - Spencer Dinwiddie, amerykański koszykarz
  - Silvia Di Pietro, włoska pływaczka
  - Kacper Guzik, polski hokeista
  - Polina Monowa, rosyjska tenisistka
  - Luis Montero, dominikański koszykarz
  - Karolina Strzelczyk, polska koszykarka
- 1994:
  - Šime Gržan, chorwacki piłkarz
  - Pejman Jarahmadi, irański zapaśnik
- 1995:
  - Patryk Fajdek, polski polityk, wicewojewoda mazowiecki
  - Katherine Hughes, amerykańska aktorka
  - Antoinette de Jong, holenderska łyżwiarka szybka
  - Darja Lebieszewa, białoruska tenisistka
  - Sebastiano Milan, włoski siatkarz
  - Ni Yuanyuan, chińska lekkoatletka, chodziarka
- 1996:
  - Monika Gałkowska, polska siatkarka
  - Wita Horobeć, ukraińska koszykarka
  - Tomáš Portyk, czeski kombinator norweski
  - Tomáš Vestenický, słowacki piłkarz
- 1997:
  - Egor Bogachev, niemiecki siatkarz pochodzenia rosyjskiego
  - Dominik Greif, słowacki piłkarz, bramkarz
  - Jędrzej Hycnar, polski aktor
  - Nikola Kuveljić, serbski piłkarz
- 1998:
  - Anna Dąbrowska, polska judoczka
  - Lily Jackson, amerykańska aktorka
  - Peyton List, amerykańska aktorka, modelka
  - Micah Potter, amerykański koszykarz
  - Alfons Sampsted, islandzki piłkarz
- 1999:
  - Kings Kangwa, zambijski piłkarz
  - Louis King, amerykański koszykarz
- 2000:
  - Zsófia Kovács, węgierska gimnastyczka
  - Maxence Lacroix, francuski piłkarz pochodzenia gwadelupskiego
  - Ante Palaversa, chorwacki piłkarz
- 2001:
  - Evert Grünvald, estoński piłkarz, bramkarz
  - Michel Heßmann, niemiecki kolarz szosowy
  - Kira Lewis, amerykański koszykarz
  - Jorge Méndez, panamski piłkarz
  - Oscar Piastri, australijski kierowca wyścigowy pochodzenia włoskiego
  - Moritz Seider, niemiecki hokeista
  - Nicolás Valentini, argentyński piłkarz pochodzenia włoskiego
- 2002:
  - Leyre Romero Gormaz, hiszpańska tenisistka
  - David Haagen, austriacki skoczek narciarski
  - Alan Saldivia, urugwajski piłkarz
- 2004:
  - Wenisław Antow, bułgarski siatkarz
  - 1nonly, amerykański raper pochodzenia koreańskiego
- 2009 – Valentina Tronel, francuska piosenkarka

## Zmarli
- 885 – Metody, grecki misjonarz, święty (ur. ok. 825)
- 912 – Notker Balbulus, niemiecki benedyktyn, poeta, kompozytor (ur. ok. 840)
- 1199:
  - Pierre Basile, francuski żołnierz, zabójca Ryszarda Lwie Serce (ur. ?)
  - Ryszard I Lwie Serce, król Anglii (ur. 1157)
- 1203 – Wilhelm z Eskil, francuski duchowny katolicki, święty (ur. ok. 1122/23)
- 1252 – Piotr z Werony, włoski dominikanin, inkwizytor, męczennik, święty (ur. 1203–05)
- 1280 – Jacopo Contarini, doża Wenecji (ur. 1194)
- 1284 – Piotr I, hrabia Alençon (ur. 1251)
- 1340 – Bazyli Wielki Komnen, cesarz Trapezuntu (ur. 1315)
- 1362 – Jakub Burbon, hrabia La Marche (ur. 1319)
- 1411:
  - Bartłomiej Gross, gdański rajca (ur. ?)
  - Arnold Hecht, burmistrz Gdańska (ur. ok. 1360)
  - Konrad Leczkow, burmistrz Gdańska (ur. ok. 1350)
- 1478 – Katarzyna z Pallanzy, włoska zakonnica, błogosławiona (ur. 1427)
- 1489 – Hans Waldmann, szwajcarski dowódca wojskowy, polityk (ur. ok. 1435)
- 1490 – Maciej Korwin, król Węgier i Chorwacji, antykról Czech (ur. 1443)
- 1520 – Rafael Santi, włoski malarz, architekt (ur. 1483)
- 1528 – Albrecht Dürer, niemiecki malarz (ur. 1471)
- 1539 – Barbara, księżniczka żagańska (ur. ?)
- 1555 – Giovannangelo Arcimboldi, włoski duchowny katolicki, arcybiskup Mediolanu (ur. 1485)
- 1583 – Helena von Kurzbach, księżniczka legnicko-brzeska (ur. 1545–1547)
- 1568 – Stanisław Tarnowski, polski polityk (ur. 1514)
- 1590 – Francis Walsingham, angielski polityk (ur. 1532)
- 1607 – Jan Saenredam, holenderski malarz, rysownik, rytownik, kartograf (ur. 1565)
- 1614 – Gaspare Carpegna, włoski kardynał (ur. 1625)
- 1627 – Hieronim Cielecki, polski duchowny katolicki, biskup płocki (ur. 1563)
- 1641 – Domenichino, włoski malarz, rysownik (ur. 1581)
- 1655 – Oswald Krüger, polski jezuita, teolog, matematyk, fizyk (ur. ok. 1589)
- 1660:
  - Michelangelo Cerquozzi, włoski malarz (ur. 1602)
  - Giovanni Batista Hodierna, włoski duchowny katolicki, matematyk, astronom, pedagog (ur. 1597)
- 1670 – Eleonora Baroni, włoska muzyk, śpiewaczka (ur. 1611)
- 1676 – Wawrzyniec Rast, polski duchowny luterański, pedagog (ur. 1613)
- 1689 – Gilles-François de Gottignies, belgijski jezuita, matematyk, astronom (ur. 1630)
- 1690 – Gedeon (Czetwertyński), ukraiński duchowny prawosławny, biskup łucki, metropolita kijowski (ur. ok. 1634)
- 1698 – Katarzyna de Bar, francuska zakonnica, założycielka Mniszek Benedyktynek od Nieustającej Adoracji Najświętszego Sakramentu, czcigodna Służebnica Boża (ur. 1614)
- 1705 – Urbano Sacchetti, włoski kardynał (ur. 1640)
- 1707 – Willem van de Velde (młodszy), holenderski malarz (ur. 1633)
- 1714 – Gaspare Carpegna, włoski kardynał (ur. 1625)
- 1749 – Pilypas Ruigys, litewski duchowny luterański, filolog, filozof, tłumacz (ur. 1675)
- 1779 – Tommaso Traetta, włoski kompozytor (ur. 1727)
- 1790 – Ludwik IX, landgraf Hesji-Darmstadt (ur. 1719)
- 1803 – William Douglas Hamilton, brytyjski dyplomata, archeolog (ur. 1730)
- 1816:
  - Andrzej Matuszewicz, polski chirurg, położnik, wykładowca akademicki (ur. 1760)
  - Christian Leberecht Vogel, niemiecki malarz (ur. 1759)
- 1817 – Bonaventura Furlanetto, włoski kompozytor (ur. 1738)
- 1827:
  - Piotr Łopuchin, rosyjski generał porucznik, polityk (ur. 1753)
  - Sigurður Pétursson, islandzki malarz (ur. 1759)
- 1829 – Niels Henrik Abel, norweski matematyk (ur. 1802)
- 1830 – Ludwik I, wielki książę Hesji-Darmstadt (ur. 1753)
- 1838:
  - José Bonifácio de Andrada, brazylijski uczony, pisarz, polityk (ur. 1763)
  - François de Bovet, francuski duchowny katolicki, biskup Sisteron i arcybiskup Tuluzy (ur. 1745)
- 1846:
  - Aleksander Kokular, polski malarz, pedagog (ur. 1793)
  - August Ferdynand Wolff, polski lekarz pochodzenia żydowskiego (ur. 1768)
- 1848 – Alfons Alfred von Bojanowsky, pruski student, rewolucjonista (ur. 1827)
- 1849 – Jan Svatopluk Presl, czeski przyrodnik (ur. 1791)
- 1857 – Paweł Lê Bảo Tịnh, wietnamski duchowny katolicki, męczennik, święty (ur. ok. 1793)
- 1861 – Jan Sejdlitz, polski malarz (ur. 1832)
- 1862 – Albert Johnston, amerykański generał konfederacki (ur. 1803)
- 1863 – Zygmunt Cytowicz, polski ziemianin, uczestnik powstania styczniowego (ur. 1833)
- 1865 – Władysław Paprzycki, polski ochotnik w powstaniu styczniowym (ur. ok. 1845)
- 1869 – Konstanty Mikołaj Radziwiłł, polski książę (ur. 1793)
- 1870 – Bronisław Chojnowski, polsko dermatolog, wykładowca akademicki (ur. 1836)
- 1875 – Moses Hess, niemiecki pisarz, filozof pochodzenia żydowskiego (ur. 1812)
- 1881 – Gabriel Davioud, francuski architekt (ur. 1823)
- 1884 – Emanuel Geibel, niemiecki poeta (ur. 1815)
- 1885 – Eduard Vogel von Falckenstein, niemiecki generał (ur. 1797)
- 1889 – Augusta Wilhelmina, księżniczka heska, księżna Cambridge, wicekrólowa hanowerska (ur. 1797)
- 1895 – Iwan Wyszniegradski, rosyjski teoretyk automatyki, polityk, minister finansów (ur. 1832)
- 1896 – Zefiryn Agostini, włoski duchowny katolicki, błogosławiony (ur. 1813)
- 1902 – Gleb Uspienski, rosyjski pisarz (ur. 1843)
- 1904:
  - Gaudenzio Bonfigli, włoski duchowny katolicki, obserwant, misjonarz, arabista, arcybiskup, dyplomata papieski (ur. 1831)
  - Zofia, księżniczka badeńska, księżna Lippe (ur. 1834)
- 1906:
  - Alexander Kielland, norweski pisarz (ur. 1849)
  - Roman Pilat, polski historyk literatury, wykładowca akademicki (ur. 1846)
- 1907 – Bernhard Hammer, szwajcarski polityk, prezydent Szwajcarii (ur. 1822)
- 1910 – Michał Rua, włoski salezjanin, błogosławiony (ur. 1837)
- 1911 – George Washington Covington, amerykański polityk (ur. 1938)
- 1912:
  - Richard Frommel, niemiecki ginekolog-położnik (ur. 1854)
  - Giovanni Pascoli, włoski poeta, filolog klasyczny (ur. 1855)
- 1913 – Somerset Lowry-Corry, brytyjski arystokrata, polityk (ur. 1835)
- 1914 – Józef Chełmoński, polski malarz (ur. 1849)
- 1918 – Sawwa Mamontow, rosyjski przedsiębiorca, mecenas sztuki (ur. 1841)
- 1921 – Adam Mokrzecki, polski generał podporucznik (ur. 1856)
- 1923 – Alice Fletcher, amerykańska etnograf (ur. 1838)
- 1927 – Florence Earle Coates, amerykańska poetka (ur. 1850)
- 1929 – Feliks Jasieński, polski krytyk i kolekcjoner sztuki (ur. 1861)
- 1930:
  - Dymitr, patriarcha Serbskiego Kościoła Prawosławnego (ur. 1846)
  - Franciszek Fischoeder, polski lekarz weterynarii, urzędnik, filozof (ur. 1865)
- 1931 – Michael Friedsam, amerykański przedsiębiorca, filantrop pochodzenia żydowskiego (ur. 1860)
- 1934:
  - Dixie Kid, amerykański bokser (ur. 1883)
  - Jan Władysław Hozakowski, polski duchowny katolicki, teolog, historyk, biblista (ur. 1869)
- 1935:
  - Charles Orr, szkocki rugbysta (ur. 1866)
  - Władysław Leon Osmolski, polski pułkownik lekarz, publicysta, teoretyk wychowania fizycznego, działacz niepodległościowy (ur. 1883)
  - Edwin Arlington Robinson, amerykański poeta (ur. 1869)
- 1936 – Louis Leplée, francuski właściciel klubu nocnego (ur. 1883)
- 1937 – Gyula Juhász, węgierski poeta (ur. 1883)
- 1938:
  - Choren, biskup Apostolskiego Kościoła Ormiańskiego, Katolikos Wszystkich Ormian (ur. 1873)
  - Zdzisław Kleszczyński, polski poeta, prozaik, dziennikarz (ur. 1889)
- 1940:
  - Salomon Budzyner, polski działacz gospodarczy pochodzenia żydowskiego (ur. 1872)
  - Jürgen Deecke, niemiecki oficer marynarki wojennej (ur. 1911)
  - Jan Gajzler, polski poeta (ur. 1891)
  - Jan Andrzej Patock, polski nauczyciel, pisarz, etnograf i folklorysta kaszubski (ur. 1886)
- 1941 – Henry Burr, kanadyjski piosenkarz, producent muzyczny (ur. 1882)
- 1942:
  - Pola Lindfeldówna, polska graficzka, rzeźbiarka pochodzenia żydowskiego (ur. 1894)
  - Jan Skolik, polski harcerz, działacz ruchu oporu (ur. 1913)
- 1943:
  - Niczypar Miacielski, białoruski działacz narodowy (ur. 1905)
  - Michał Wójtowicz, polski działacz komunistyczny, oficer Gwardii Ludowej (ur. 1915)
- 1944:
  - Cvitan Galić, chorwacki pilot wojskowy, as myśliwski (ur. 1909)
  - Jan Mikołajewski, polski działacz komunistyczny (ur. 1896)
- 1945:
  - Piet Dumortier, holenderski piłkarz (ur. 1915)
  - Jerzy Lilpop, polski paleobotanik, muzealnik (ur. 1888)
  - Zygmunt Miłkowski, polski pułkownik dyplomowany kawalerii (ur. 1894)
  - Hieronim Mikołaj Radziwiłł, polski ziemianin (ur. 1885)
  - Edward Gustaw Steffen, polski psychiatra (ur. 1876)
- 1946 – Melecjusz (Zaborowski), rosyjski biskup prawosławny (ur. 1869)
- 1947 – Herbert Backe, niemiecki polityk nazistowski (ur. 1896)
- 1948 – Sergiusz (Sriebrianski), rosyjski duchowny prawosławny, archimandryta, święty (ur. 1870)
- 1950 – Louis Wilkins, amerykański lekkoatleta, tyczkarz (ur. 1882)
- 1951:
  - Robert Broom, południowoafrykański lekarz, paleontolog (ur. 1866)
  - Juliusz Łukasiewicz, polski dyplomata (ur. 1892)
  - Charles Sydney Smith, brytyjski piłkarz, wodny (ur. 1879)
- 1952 – Kazimierz Ostachiewicz, polski duchowny ewangelicko-reformowany, superintendent generalny (ur. 1883)
- 1955 – Maksymilian Fingerchut, polski inżynier górniczy, geolog, przedsiębiorca pochodzenia żydowskiego (ur. 1891)
- 1957 – Pierina Morosini, włoska tercjarka franciszkańska, męczennica, błogosławiona (ur. 1931)
- 1958:
  - Vítězslav Nezval, czeski poeta, prozaik, tłumacz (ur. 1900)
  - Reinhold Schneider, niemiecki dramaturg, poeta, krytyk literacki, historyk, teolog, filozof kultury (ur. 1903)
  - Aleksy (Siergiejew), rosyjski biskup prawosławny (ur. 1899)
  - Georges Thurnherr, francuski gimnastyk (ur. 1886)
- 1959 – Peter Schlütter, duński żeglarz sportowy (ur. 1893)
- 1961:
  - Jules Bordet, belgijski mikrobiolog, immunolog, laureat Nagrody Nobla (ur. 1870)
  - Knut Lindberg, szwedzki wszechstronny lekkoatleta (ur. 1882)
  - Stefania Zahorska, polska pisarka, historyk sztuki (ur. 1890)
- 1966 – Paul Suter, szwajcarski kolarz szosowy i torowy (ur. 1892)
- 1967 – Francisc Rónay, rumuński piłkarz, trener (ur. 1900)
- 1968:
  - Francesco Vito, włoski ekonomista, prawnik, politolog (ur. 1902)
  - Stanisław Woliński, polski aktor, śpiewak (ur. 1892)
- 1970 – Maurice Stokes, amerykański koszykarz (ur. 1933)
- 1971:
  - Ruth Kötsch, polska działaczka społeczna i kulturalno-oświatowa pochodzenia słowińskiego (ur. 1925)
  - Igor Strawinski, rosyjski kompozytor, pianista, dyrygent (ur. 1882)
- 1972:
  - Rudolf Jamka, polski archeolog, wykładowca akademicki (ur. 1906)
  - Heinrich Lübke, niemiecki polityk, prezydent RFN (ur. 1894)
  - Anatolij Rogożyn, rosyjski dowódca wojskowy, kolaborant, emigrant (ur. 1893)
- 1973 – Robert Bednorz, niemiecki rzeźbiarz (ur. 1882)
- 1974:
  - Willem Marinus Dudok, holenderski architekt (ur. 1884)
  - Štěpán Trochta, czeski duchowny katolicki, biskup litomierzycki, kardynał (ur. 1905)
  - Jerzy Wciorko, polski architekt (ur. 1925)
- 1975:
  - Jan Białas, polski piłkarz (ur. 1952)
  - Aleksiej Pierwuszyn, radziecki generał major (ur. 1905)
  - Stanisław Smreczyński (junior), polski zoolog, entomolog, wykładowca akademicki (ur. 1899)
  - Jadwiga Tetmajer-Naimska, polska malarka (ur. 1891)
- 1976 – Aleksander Schiele, polski inżynier architekt, taternik, alpinista, narciarz, działacz turystyczny (ur. 1890)
- 1977 – Kōichi Kido, japoński polityk (ur. 1889)
- 1979:
  - Jerzy Dymkowski, polski generał brygady (ur. 1926)
  - Iwan Wasiljow, bułgarski architekt (ur. 1893)
- 1982:
  - Gieorgij Połuektow, radziecki generał pułkownik artylerii (ur. 1904)
  - Pawieł Rotmistrow, radziecki dowódca wojskowy, główny marszałek wojsk pancernych (ur. 1901)
- 1983 – Lutz Heck, niemiecki zoolog (ur. 1892)
- 1984 – Józef Chmiel, polski lekarz, biochemik, wykładowca akademicki (ur. 1924)
- 1985 – Stanisław Zaczyk, polski aktor (ur. 1923)
- 1986 – Raimundo Orsi, argentyńsko-włoski piłkarz (ur. 1901)
- 1987:
  - Feliksa Fornalska, polska działaczka komunistyczna (ur. 1893)
  - Andrzej Imosa, polski kolarz szosowy, trener (ur. 1947)
  - Zachar Slusarenko, radziecki generał porucznik wojsk pancernych (ur. 1907)
  - Kaj Uldaler, duński piłkarz (ur. 1906)
  - Robert Van Osdel, amerykański lekkoatleta, skoczek wzwyż (ur. 1910)
- 1988:
  - Gunārs Astra, łotewski dysydent, obrońca praw człowieka (ur. 1931)
  - Pierre Prévert, francuski reżyser i scenarzysta filmowy (ur. 1906)
  - Zbigniew Stolarek, polski reportażysta, poeta, tłumacz (ur. 1920)
- 1989:
  - Zofia Batycka, polska aktorka, laureatka konkursów piękności (ur. 1907)
  - Elizabeth Becker-Pinkston, amerykańska skoczkini do wody (ur. 1903)
  - Tapani Niku, fiński biegacz narciarski (ur. 1895)
  - Michael Reusch, szwajcarski gimnastyk (ur. 1914)
- 1990:
  - Peter Doherty, północnoirlandzki piłkarz, trener (ur. 1913)
  - Ronald Evans, amerykański komandor, astronauta (ur. 1933)
- 1992:
  - Isaac Asimov, amerykański pisarz science fiction (ur. 1920)
  - Sam Walton, amerykański przedsiębiorca (ur. 1918)
- 1994:
  - Juvénal Habyarimana, rwandyjski polityk, prezydent Rwandy (ur. 1937)
  - Cyprien Ntaryamira, burundyjski polityk prezydent Burundi (ur. 1955)
- 1995 – Vieno Johannes Sukselainen, fiński polityk, premier Finlandii (ur. 1906)
- 1996 – Greer Garson, brytyjska aktorka (ur. 1904)
- 1997:
  - Ryszard Koniczek, polski historyk i teoretyk filmu (ur. 1931)
  - Józef Sowada, polski malarz, rysownik, eseista, poeta (ur. 1956)
- 1998:
  - Rudy Dhaenens, belgijski kolarz szosowy (ur. 1961)
  - Wendy O. Williams, amerykańska piosenkarka, autorka tekstów (ur. 1949)
  - Tammy Wynette, amerykańska piosenkarka country, kompozytorka (ur. 1942)
- 2000:
  - Habib Burgiba, tunezyjski polityk, pierwszy prezydent Tunezji (ur. 1903)
  - Jan Łopuszniak, polski aktor (ur. 1910)
- 2002:
  - Olivier Eggimann, szwajcarski piłkarz (ur. 1921)
  - Børge Gissel, duński kolarz torowy (ur. 1915)
- 2003:
  - Anita Borg, amerykańska informatyk (ur. 1949)
  - Gerald Emmett Carter, kanadyjski duchowny katolicki, arcybiskup Toronto, kardynał (ur. 1912)
- 2004:
  - Edward Krasiński, polski malarz (ur. 1925)
  - Bogdan Norčič, słoweński skoczek narciarski, trener (ur. 1953)
  - Niki Sullivan, amerykański gitarzysta, członek zespołu The Crickets (ur. 1937)
- 2005:
  - Rainier III Grimaldi, książę Monako (ur. 1923)
  - Stanisław Piechocki, historyk polski, popularyzator dziejów Olsztyna (ur. 1955)
  - Mirosław Ławrynowicz, polski skrzypek (ur. 1947)
  - Adolf Momot, polski poeta, prozaik (ur. 1931)
  - Gerrit Peters, holenderski kolarz torowy i szosowy (ur. 1920)
- 2006:
  - Ryszard Badoń-Lehr, polski samorządowiec, dyplomata (ur. 1941)
  - Augustyn Bloch, polski kompozytor (ur. 1929)
  - Władysław Krajewski, polski filozof (ur. 1919)
  - Aleksander Omiljanowicz, polski pisarz, funkcjonariusz MBP (ur. 1923)
- 2008 – Danuta Szymańska, polska patomorfolog (ur. 1923)
- 2009 – Andrzej Stelmachowski, polski polityk, marszałek Senatu, minister edukacji narodowej (ur. 1925)
- 2010:
  - James Aubrey, brytyjski aktor (ur. 1947)
  - Anatolij Dobrynin, rosyjski dyplomata, polityk (ur. 1919)
  - Corin Redgrave, brytyjski aktor (ur. 1939)
- 2012:
  - Fang Lizhi, chiński astrofizyk, dysydent (ur. 1936)
  - Krzysztof Gawryszczak, polski działacz społeczny, obrońca praw ojca (ur. 1948)
  - Thomas Kinkade, amerykański malarz (ur. 1958)
- 2013:
  - Sławomir Archangielski, polski muzyk, basista, kompozytor, członek zespołów: Hate, Saltus i Naumachia (ur. 1985)
  - Bigas Luna, hiszpański malarz, scenarzysta i reżyser filmowy (ur. 1946)
- 2014:
  - Mary Anderson, amerykańska aktorka (ur. 1918)
  - Mickey Rooney, amerykański aktor (ur. 1920)
- 2015:
  - Giovanni Berlinguer, włoski lekarz, bioetyk, polityk (ur. 1924)
  - Józef Kopocz, polski dziennikarz i prezenter telewizyjny (ur. 1931)
  - Eugène Moke, kongijski duchowny katolicki, biskup Kinszasy (ur. 1916)
  - Romualdas Ozolas, litewski filolog, polityk, wicepremier (ur. 1939)
  - Władysław Pożoga, polski generał dywizji MO, funkcjonariusz organów bezpieczeństwa i wywiadu, polityk, dyplomata (ur. 1923)
  - Ireneusz Sierocki, polski inżynier, humanista, cybernetyk, filozof, wykładowca akademicki (ur. 1949)
  - Gertrude Weaver, amerykańska superstulatka (ur. 1898)
- 2016:
  - Dennis Davis, amerykański perkusista, muzyk sesyjny (ur. 1951)
  - Jaime Pedro Gonçalves, mozambicki duchowny katolicki, arcybiskup Beiry (ur. 1936)
  - Bożena Kiziewicz, polska biolog (ur. 1956)
- 2017:
  - Andrzej Baran, polski piłkarz (ur. 1949)
  - Don Rickles, amerykański aktor (ur. 1926)
  - Jerzy Vetulani, polski psychofarmakolog, neurobiolog, biochemik, wykładowca akademicki (ur. 1936)
- 2018:
  - Daniel Akaka, amerykański polityk (ur. 1924)
  - Elżbieta Idczak, polska fizyk-optyk, wykładowczyni akademicka (ur. 1933)
  - Alaksandr Kurłowicz, białoruski sztangista (ur. 1961)
  - Pavol Paška, słowacki polityk (ur. 1958)
  - Antoni Pszoniak, polski aktor (ur. 1931)
  - Reinhard Rürup, niemiecki historyk, wykładowca akademicki (ur. 1934)
  - Henryk Skolimowski, polski filozof, wykładowca akademicki (ur. 1930)
- 2019:
  - Fritz Hollings, amerykański polityk (ur. 1922)
  - Olli Mäki, fiński bokser (ur. 1936)
  - Nadja Regin, serbska aktorka (ur. 1931)
  - George Rueger, amerykański duchowny katolicki, biskup pomocniczy Worcester (ur. 1929)
  - David J. Thouless, brytyjski fizyk, laureat Nagrody Nobla (ur. 1934)
  - Jan Wraży, polski piłkarz (ur. 1943)
- 2020:
  - Radomir Antić, serbski piłkarz, trener (ur. 1948)
  - Zbisław Janikowski, polski pisarz, działacz społeczny (ur. 1939)
  - Al Kaline, amerykański baseballista (ur. 1934)
  - Adlin Mair-Clarke, jamajska lekkoatletka, sprinterka (ur. 1941)
- 2021:
  - Wojciech Hanc, polski duchowny katolicki, teolog (ur. 1941)
  - Juliusz Joniak, polski malarz, grafik, pedagog (ur. 1925)
  - Hans Küng, szwajcarski duchowny katolicki, teolog, pisarz (ur. 1928)
  - Alfred Maluma, tanzański duchowny katolicki, biskup Njombe (ur. 1955)
  - Janusz Osuchowski, polski prawnik, politolog (ur. 1928)
  - Rodolfo da Ponte, paragwajski szermierz (ur. 1938)
  - Jan Purwiński, polski duchowny katolicki, biskup kijowsko-żytomierski (ur. 1934)
  - Maj Britt Theorin, szwedzka działaczka społeczna i samorządowa, polityk, eurodeputowana (ur. 1932)
  - Anna Wasilewska, polska pedagog, samorządowiec, polityk, członkini zarządu województwa warmińsko-mazurskiego, poseł na Sejm RP (ur. 1958)
- 2022:
  - Marian Brudzisz, polski duchowny katolicki, redemptorysta, historyk Kościoła (ur. 1930)
  - Karol Divín, czeski łyżwiarz figurowy (ur. 1936)
  - Zbigniew Gruca, polski chirurg, endokrynolog, gastroenterolog (ur. 1933)
  - Melvin Hulse, belizeński polityk, minister transportu, komunikacji, gospodarki komunalnej i zarządzania kryzysowego (ur. 1947)
  - Grzegorz Kalwarczyk, polski duchowny katolicki, kanclerz kurii, varsavianista (ur. 1941)
  - David McKee, brytyjski pisarz, ilustrator, twórca literatury dziecięcej (ur. 1935)
  - Ana Pascu, rumuńska florecistka (ur. 1944)
  - Domingo Romera, hiszpański przedsiębiorca, kapitan, polityk, eurodeputowany (ur. 1936)
  - Władimir Żyrinowski, rosyjski filozof, polityk (ur. 1946)
- 2023:
  - Bernard Ford, brytyjski łyżwiarz figurowy (ur. 1947)
  - Nei Paulo Moretto, brazylijski duchowny katolicki, biskup Cruz Alta i Caxias do Sul (ur. 1936)
  - Josep Piqué, hiszpański ekonomista, polityk, minister spraw zagranicznych (ur. 1955)
  - Norman Reynolds, brytyjski scenograf filmowy (ur. 1934)
  - Wołodymyr Stretowycz, ukraiński prawnik, polityk (ur. 1958)
- 2024:
  - Joseph Edward Brennan, amerykański prawnik, polityk, gubernator stanu Maine (ur. 1934)
  - Zofia Kucówna, polska aktorka (ur. 1933)
- 2025:
  - Jorge Bolaño, kolumbijski piłkarz, trener, komentator sportowy (ur. 1977)
  - Clem Burke, amerykański perkusista rockowy, członek zespołu Blondie (ur. 1954)
  - Izabella Klebańska, polska autorka literatury dziecięcej i młodzieżowej (ur. 1959)
  - Tajisija Łytwynenko, ukraińska aktorka (ur. 1935)
  - Pelagia Pająk, polska inżynier rolnictwa, polityk, poseł na Sejm PRL (ur. 1931)
  - Paschal Topno, indyjski duchowny katolicki, biskup Ambikapur, arcybiskup Bhopal (ur. 1932)